# The Symbol Remains
The Symbol Remains je patnácté studiové album americké rockové skupiny Blue Öyster Cult. Vydáno bylo 9. října 2020 společností Frontiers Records. Jde o první album kapely po devatenácti letech – to předchozí vyšlo v roce 2001 pod názvem Curse of the Hidden Mirror (jde o nejdelší přestávku mezi studiovými deskami v historii kapely). Zároveň tedy jde o první album, na kterém hrají dlouholetí členové, Jules Radino a Richie Castellano, kteří do skupiny přišli v roce 2004. Rovněž jde teprve o druhé album v historii skupiny, na němž nehraje Allen Lanier (první bylo Club Ninja z roku 1985). V jedné písni hostuje původní bubeník Albert Bouchard.

## Seznam skladeb
1. That Was Me – 3:18
2. Box in My Head – 3:46
3. Tainted Blood – 4:17
4. Nightmare Epiphany – 5:30
5. Edge of the World – 4:52
6. The Machine – 4:14
7. Train True (Lennie's Song) – 3:57
8. The Return of St. Cecilia – 4:12
9. Stand and Fight – 4:48
10. Florida Man – 4:08
11. The Alchemist – 6:00
12. Secret Road – 5:24
13. There's a Crime – 3:37
14. Fight – 3:12

## Obsazení

### Blue Öyster Cult
- Eric Bloom – kytara, klávesy, zpěv, doprovodné vokály
- Buck Dharma – kytara, zpěv, doprovodné vokály
- Richie Castellano – klávesy, kytara, zpěv, doprovodné vokály
- Danny Miranda – baskytara, doprovodné vokály
- Jules Radino – bicí, perkuse

### Ostatní hudebníci
- Albert Bouchard – cowbell, doprovodné vokály
- Jeff Nolan – theremin